# Ноайел сюр Мер
Ноайел сюр Мер (на френски: Noyelles-sur-Mer) е село в департамента Сом, Пикардия, Северна Франция.

## География
Селото е разположено на брега на Бискайския залив и английския канал Ла Манша и е само на 13 km северозападно от Абвил. За местен път се използва D11, с пътно кръстовище D40.

## Управление
Кмет на селото от 2008 година до 2014 година е Мишел Летокарт. Това е вторият му мандат, тъй като първоначално е бил избран за кмет на града през 2001 г.

## Население
През 1968 г. в Ноайел сюр Мер живеят близо около 939 души, но в течение на годините населението постепенно намаляло и до 1999 г. градчето остава със 742 жители. През 2006 г. в селото живеят близо 848 души.
| 1962 | 1968 | 1975 | 1982 | 1990 | 1999 | 2006 | 2009 |
| ---- | ---- | ---- | ---- | ---- | ---- | ---- | ---- |
| 894  | 939  | 908  | 813  | 802  | 742  | 860  | 804  |

## Забележителности
В Ноайел сюр Мер се намират:
- теснолинеен железопътен туристически влак Chemin de Fer de la Baie de Somme;
- китайското гробище в село Нолете, където са погребани 838 китайски работника. Наети от британците те са били част от китайския трудов корпус между 1917 и 1919 година по време на Първата световна война, от който в по-голямата си част се разболяват от испански грип и умират.